# Marginaler Effekt
Als Marginaler Effekt, auch Marginaleffekt oder Grenzeffekt, wird bei der multivariaten Datenanalyse der Effekt bezeichnet, den eine unabhängige auf die abhängige Variable hat, wenn sie um eine Einheit verändert wird und die anderen unabhängigen Variablen konstant gehalten werden (ceteris paribus).
Bei der linearen KQ-Regression entsprechen die marginalen Effekte den Werten der Regressionskoeffizienten (Beta-Werte). Bei nichtlinearen Regressionsmodellen sind die marginalen Effekte nicht konstant. Daher werden dann folgende durchschnittlichen Effektindikatoren verwendet:
- Marginale Effekte am Mittelwert, kurz MEMs für englisch Marginal Effects at the Means
- Durchschnittliche marginale Effekte, kurz AMEs  für englisch Average Marginal Effects und
- Marginale Effekte für repräsentative Untersuchungseinheiten, kurz MERs für englisch Marginal Effects at Representative values[3][4]